# Froland
Froland est une commune de Norvège. Elle est située dans le comté d'Agder.

## Personnalités liées à la commune
Le mathématicien Niels Abel y mourut.